# Viljem Kovač
Viljem Kovač, slovenski zdravnik kirurg, * 22. oktober 1830, Ljubljana, † 30. avgust 1888, Trebnje.
Kovač je medicino študiral v Budimpešti in bil 12. novembra 1856 promoviran. Leta 1848 je bil udeležen pri Šporerjevih prizadevanjih za ustanovitev popolne univerze v Ljubljani. Kot doktor medicine se je še dodatno izobraževal na peštanskih klinikah, okoli 1860 pa se zaposlil kot zdravnik v Ljubljani. Leta 1872 je postal za Collorettom pomožni in 1873 glavni ljubljanski mestni zdravnik in se zelo trudil za izboljšanje higienskih razmer; največji uspeh v javnozdravstvenem delovanju je dosegel z ustanovitvijo Društva za vzdrževanje otroške bolnišnice (1864). Otvoritev Elizabetine bolnišnice je bila 19. novembra 1865 in Kovač jo je vodil do 1887. Od 1866 dalje je bil član sanitetnega sveta, od 1866 do 1867 tudi član izpraševalne komisije za babice. V Društvu zdravnikov na Kranjskem, katerega član je bil od njegove ustanovitve, je imel 27 strokovnih predavanj. Po naročilu občinskega sveta je spisal Denkschrift des Laibacher Stadtphysikates (Ljubljana 1875), v kateri je naštel higienske pomankljivosti v Ljubljani in postavil smernice za izboljšanje. Umrl je za sepso, ki jo je dobil, ko je incidiral večji absces.